# Crystal Frasier
Crystal Frasier es una artista y diseñadora de juegos estadounidense conocida por su trabajo en Pathfinder. También fue autora del webcomic Venus Envy, con una mujer trans como protagonista, que se desarrolló entre 2001 y 2014. Ella es una mujer trans e intersexual.

## Educación y primeros años
En sus primeros años de vida, Frasier creció en un pequeño pueblo de Florida, pasando tiempo viendo televisión, leyendo y jugando con sus Tortugas Ninja o animales de peluche. En la escuela primaria comenzó a escribir historias y dibujar cómics, continuando esto en la escuela secundaria, donde dibujó cómics para el periódico de la escuela. En la escuela secundaria, escribió un fan fiction de Sailor Moon, comenzó a dirigir un blog de juegos y su primer artículo pagado fue en una revista de juegos. Más tarde se graduó en el Instituto de Arte de Seattle y en el New College of Florida.

## Carrera
En diciembre de 2001 inició el webcomic Venus Envy bajo el pseudónimo de "Erin Lindsey".
Frasier trabajó en el departamento de arte y diseño de Paizo Inc. de 2009 a 2014. En 2015 se reincorporó a la empresa como desarrolladora de juegos. En 2016 también se convirtió en desarrolladora de línea para Mutants and Masterminds, el juego de rol insignia de Green Ronin Publishing. Sus créditos de diseño de aventuras incluyen The Harrowing y In Hell's Bright Shadow. También creó a Shardra Geltl, el primer personaje transgénero icónico del juego de rol Pathfinder. También trabajó en cómics basados en Pathfinder, como las series Spiral of Bones y la serie de Dynamite.
En junio de 2015, ella y Jenn Dolari también recibieron un aviso por la creación de un meme con personas transgénero basado en la portada de Vanity Fair con Caitlyn Jenner.
En 2016, Frasier fue anunciado como presentadora destacada de Gen Con Industry Insider. En 2018 dejó el equipo de desarrollo de juegos de Paizo para "concentrarse en su carrera independiente".
En enero de 2021, Oni-Lion Forge declaró que en agosto de 2021 se lanzaría una novela gráfica, Cheer Up!, escrita por Frasier e ilustrada por Val Wise. La novela gráfica fue descrita por Barnes & Noble como un "dulce romance adolescente queer perfecto para los fans de Fence y Check Please!".
En febrero de 2021 se anunció que ella era una de las escritoras del especial Love Is a Battlefield de DC Comics, trabajando con Juan Gedeon en una historia donde Wonder Woman y Steve Trevor tienen una "cita nocturna que inevitablemente toma un giro superheroico." En marzo de 2021 se destacó como coautora de una serie de cómics titulada Gamma Flight para Marvel Comics junto con Al Ewing. Lan Medina sería el ilustrador de la serie. Frasier había trabajado anteriormente para Marvel en 2020 en un cómic sobre el El inmortal Hulk. Es una de las autoras del próximo libro de consulta de Dungeons & Dragons, Van Richten's Guide to Ravenloft (2021).

## Vida personal
Crystal salió del armario como una mujer trans mientras trabajaba para Paizo, después de ser "sigilosa" después de su transición, ya que no tenía una comunidad con la que conectarse y quería ayudar a otras personas trans en ese momento. En noviembre de 2020 también tuiteó que era intersexual.